# Stivhåret borst
Stivhåret borst (Leontodon hispidus) er en 10-30 centimeter høj plante i kurvblomst-familien. Hele planten, der har ugrenet stængel, er beklædt med stive hår, hvoraf i det mindste nogle er 2-3-grenede. Blomsterne er gule og tungeformede. Frugten har to kranse gullige, fnokstråler.

## Udbredelse i Danmark
I Danmark findes stivhåret borst hist og her på vejkanter, overdrev og høje enge i Østjylland og på Øerne, mens den er sjælden i resten af landet. Den blomstrer i juni til september.